# Patriotes indépendants pour le changement
Les Patriotes indépendants pour le changement (en anglais : Independent Patriots for Change abrégé IPC) est un parti politique namibien.  Il est fondé par Panduleni Itula en août 2020. En tant que candidat indépendant à la présidence aux élections de novembre 2019, Itula remporte le meilleur résultat de tous les temps pour un candidat déchu aux élections en Namibie. Lors de la réunion de fondation le 2 août 2020 à Windhoek, Itula est élu président du parti, Brian Kefas Black président et Christine Esperanza !Aochamus devient secrétaire général,.
Le parti participe aux élections des conseils locaux et régionaux de 2020. Il remporte les élections municipales dans les hubs commerciaux de Walvis Bay et Swakopmund, et 29 sièges dans différentes circonscriptions du nord de la Namibie, jusqu'à présent considérés comme un bastion impénétrable de la SWAPO.